# Monte Chiadenis
Il monte Chiadenis (in friulano Cjadenis che vuol dire "catene") è una montagna delle Alpi alta 2.459 m, posta tra i comuni di Sappada (UD) e Forni Avoltri (UD). Durante la prima guerra mondiale divenne tra il 1915 e il 1917 teatro di operazioni che videro contrapposti alpini italiani da una parte e kaiserjäger austriaci dall'altra. I segni di quella guerra sono ancora ben visibili.

Ascensione

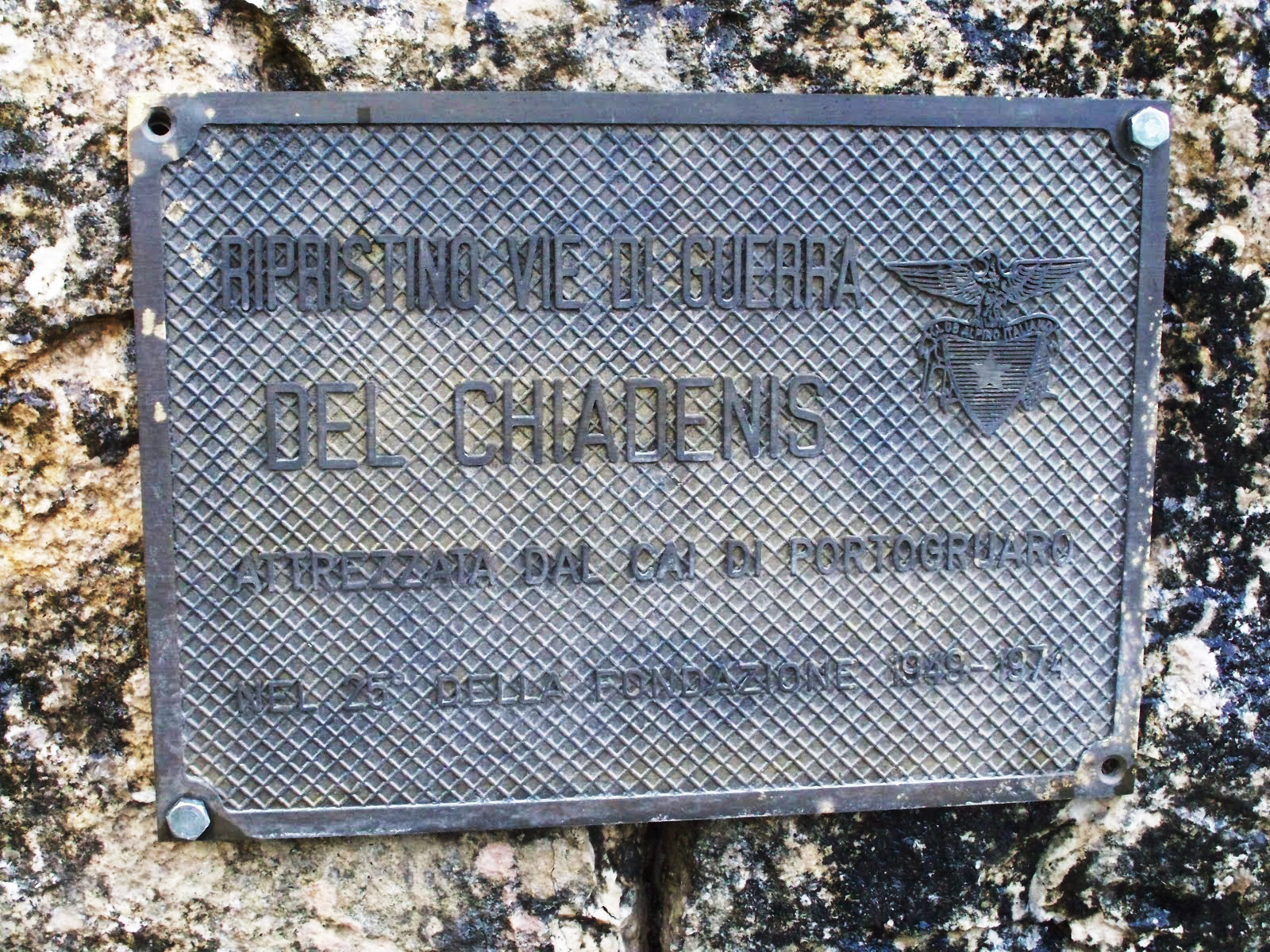
Targa commemorativa - CAI di Portogruaro

 Dal rifugio Pier Fortunato Calvi 2.164 m, raggiungibile facilmente da cima Sappada 1.290 m, sulla destra con breve percorso si raggiunge la selletta con resti di postazioni della grande guerra da cui ha inizio la via ferrata di guerra del Chiadenis. Per salti rocciosi, cenge e aerei passaggi, tutti ben attrezzati dal Cai di Portogruaro, si raggiunge la cima del monte sovrastata da quella del Pic Chiadenis dove sono ancora visibili le postazioni in caverna degli alpini.